# Patrimoni dell'umanità del Canada
I patrimoni dell'umanità del Canada sono i siti dichiarati dall'UNESCO come patrimonio dell'umanità in Canada, che è divenuto parte contraente della Convenzione sul patrimonio dell'umanità il 23 luglio 1976.
Al 2023 i siti iscritti nella Lista dei patrimoni dell'umanità sono ventidue, mentre dieci sono le candidature per nuove iscrizioni. I primi due siti iscritti nella lista sono stati nel 1978 il Sito storico nazionale di L'Anse aux Meadows e il Parco nazionale Nahanni, durante la seconda sessione del comitato del patrimonio mondiale. Gli altri siti furono aggiunti nel 1979 (due), 1981 (due), 1983, 1984, 1985, 1987, 1995 (due), 1999, 2007, 2008, 2012, 2013, 2016, 2018, 2019 e 2023 (due). Dieci siti sono considerati culturali, secondo i criteri di selezione, undici naturali e uno misto; due sono parte di siti transnazionali.

## Siti del Patrimonio mondiale
| Foto | Sito                                                     | Luogo | Tipo                            | Anno             | Descrizione |
| ---- | -------------------------------------------------------- | --- | ------------------------------- | ---------------- | --- |
|      | Sito storico nazionale di L'Anse aux Meadows             | St. Anthony | Culturale (4; vi)               | 1978             | Sulla punta della Great Northern Peninsula dell'isola di Terranova, i resti di un insediamento vichingo dell'XI secolo sono la prova della prima presenza europea in Nord America. I resti scavati di edifici in torba con struttura in legno sono simili a quelli trovati nella Groenlandia norrena e in Islanda. |
|      | Parco nazionale Nahanni                                  | Regione di Dehcho | Naturale (24; vii, viii)        | 1978             | Situato lungo il fiume South Nahanni, uno dei fiumi selvaggi più spettacolari del Nord America, questo parco contiene profondi canyon ed enormi cascate, oltre a un sistema di grotte calcaree unico. Il parco ospita anche animali della foresta boreale, come lupi, orsi grizzly e caribù. Gli arieti di Dall e le capre delle nevi si trovano nell'ambiente alpino del parco. |
|      | Parco provinciale dei Dinosauri                          | Area speciale No. 4, Contea di Newell | Naturale (71; vii, viii)        | 1979             | Oltre ai suoi paesaggi particolarmente belli, il Parco provinciale dei Dinosauri – situato nel cuore dei calanchi dell'Alberta – contiene alcune delle più importanti scoperte fossili mai fatte dall'"era dei rettili", in particolare circa 35 specie di dinosauri, risalenti a circa 75 milioni di anni fa. |
|      | Kluane/Wrangell-St. Elias/Glacier Bay/Tatshenshini-Alsek | Regione di Stikine, Yukon (condiviso con gli Stati Uniti)                                                                                  | Naturale (72; vii, viii, ix, x) | 1979-(1992)-1994 | Questi parchi comprendono un impressionante complesso di ghiacciai e alte vette su entrambi i lati del confine tra Canada (Yukon e Columbia Britannica) e Stati Uniti (Alaska). Gli spettacolari paesaggi naturali ospitano molti orsi grizzly, caribù e arieti di Dall. Il sito contiene il più grande campo di ghiaccio non polare del mondo. |
|      | SG̱ang Gwaay                                              | Anthony Island | Culturale (157; iii)            | 1981             | Il villaggio di Ninstints (Nans Dins) si trova su una piccola isola al largo della costa occidentale delle Isole Regina Carlotta (Haida Gwaii). Resti di case, insieme a una camera mortuaria scolpita e pali commemorativi, illustrano l'arte e lo stile di vita del popolo Haida. Il sito commemora la cultura vivente del popolo Haida e il suo rapporto con la terra e il mare, e offre una chiave visiva alle loro tradizioni orali. |
|      | Salto del Bufalo schiantato                              | Distretto municipale di Willow Creek No. 26                                                                                                | Culturale (158; vi)             | 1981             | Nel sud-ovest dell'Alberta, i resti di sentieri segnalati, di un accampamento aborigeno e un tumulo dove si possono ancora trovare ingenti quantità di scheletri di bisonte americano testimoniano un'usanza praticata dai popoli indigeni delle pianure nordamericane per quasi 6000 anni: usando la loro eccellente conoscenza della topografia e del comportamento dei bufali, uccidevano le loro prede inseguendole su un precipizio; le carcasse venivano poi fatte a pezzi nel campo sottostante. |
|      | Parco nazionale Wood Buffalo                             | Distretto di miglioramento No. 24 (Wood Buffalo), Regione di South Slave                                                                   | Naturale (256; vii, ix, x)      | 1983             | Situato nelle pianure della regione centro-settentrionale del Canada, il parco (che copre 44 807 km²) ospita la più grande popolazione di bisonti selvatici del Nord America. È anche il luogo naturale di nidificazione della gru americana. Un'altra delle attrazioni del parco è il più grande delta interno del mondo, situato alla foce dei fiumi Peace e Athabasca. |
|      | Parchi delle Montagne Rocciose canadesi                  | Distretto regionale di Columbia-Shuswap, Distretto regionale di East Kootenay, Distretto regionale di Fraser-Fort George, Divisione No. 15 | Naturale (304; vii, viii)       | 1984-1990        | I parchi nazionali contigui di Banff, Jasper, Kootenay e Yoho, così come i parchi provinciali di Mount Robson, Mount Assiniboine e Hamber, costellati di cime montuose, ghiacciai, laghi, cascate, canyon e grotte calcaree, formano un suggestivo paesaggio montano. Qui si trova anche il sito fossilifero dell'argillite di Burgess, ben noto per i suoi resti fossili di animali marini dal corpo molle. |
|      | Quartiere storico di Vieux-Québec                        | Québec | Culturale (300; iv, vi)         | 1985             | Québec fu fondata dall'esploratore francese Champlain all'inizio del XVII secolo. È l'unica città nordamericana ad aver conservato le sue fortificazioni, insieme ai numerosi bastioni, porte e opere difensive che ancora circondano Vieux-Québec. La Città Alta, costruita sulla rupe, è rimasta il centro religioso e amministrativo, con le sue chiese, conventi e altri monumenti come la ridotta Dauphine, la Cittadella e Château Frontenac. Insieme alla Città Bassa e ai suoi antichi rioni forma un insieme urbano che rappresenta uno dei migliori esempi di città coloniale fortificata. |
|      | Parco nazionale Gros Morne                               | Rocky Harbour | Naturale (419; vii, viii)       | 1987             | Situato sulla costa occidentale dell'isola di Terranova, il parco offre un raro esempio del processo di deriva dei continenti, dove la crosta oceanica profonda e le rocce del mantello terrestre giacciono esposte. L'azione glaciale più recente ha portato a uno scenario spettacolare, con pianure costiere, altipiani alpini, fiordi, valli glaciali, scogliere a strapiombo, cascate e molti laghi incontaminati. |
|      | Parco internazionale della pace Waterton-Glacier         | Distretto di miglioramento No. 4 (condiviso con gli Stati Uniti)                                                                           | Naturale (354; vii, ix)         | 1995             | Nel 1932 il Parco nazionale dei laghi Waterton (Alberta) fu unito al Parco nazionale dei ghiacciai (Montana) per formare il primo Parco internazionale della pace al mondo. Situato al confine tra i due paesi e offrendo uno scenario eccezionale, il parco è eccezionalmente ricco di specie di piante e mammiferi, nonché di praterie, foreste e caratteristiche alpine e glaciali. |
|      | Città vecchia di Lunenburg                               | Lunenburg | Culturale (741; iv, v)          | 1995             | Lunenburg è il miglior esempio sopravvissuto di un insediamento coloniale britannico pianificato nel Nord America. Istituito nel 1753, ha conservato l'impianto originario e l'aspetto complessivo, basato su una griglia rettangolare tracciata nel paese d'origine. Gli abitanti hanno saputo salvaguardare l'identità della città nei secoli conservando l'architettura lignea delle case, alcune delle quali risalgono al XVIII secolo. |
|      | Parco nazionale Miguasha                                 | Nouvelle | Naturale (686; viii)            | 1999             | Il sito paleontologico del Parco nazionale di Miguasha, sulla costa meridionale della penisola Gaspé, è considerato la manifestazione più eccezionale al mondo del periodo devoniano, noto come l'"età dei pesci". Risalente a 370 milioni di anni fa, la formazione di Escuminac dell'Alto Devoniano qui rappresentata contiene cinque dei sei gruppi di pesci fossili associati a questo periodo. Il suo significato deriva dalla scoperta del numero più alto e degli esemplari fossili meglio conservati dei pesci con pinne lobate che hanno dato origine ai primi vertebrati terrestri a quattro zampe che respirano aria: i tetrapodi. |
|      | Canale Rideau                                            | Contea di Frontenac, Contea di Lanark, Contee unite di Leeds e Grenville, Ottawa                                                           | Culturale (1221; i, iv)         | 2007             | Il Canale Rideau, una monumentale costruzione dell'inizio del XIX secolo che copre 202 km dei fiumi Rideau e Cataraqui da Ottawa a sud fino al porto di Kingston sul lago Ontario, fu costruito principalmente per scopi militari strategici in un momento in cui la Gran Bretagna e gli Stati Uniti si contendevano il controllo della regione. Il sito, uno dei primi canali ad essere progettato specificamente per navi a vapore, presenta anche un insieme di fortificazioni. È l'esempio meglio conservato di un canale di acque stagnanti nel Nord America, a dimostrazione dell'uso di questa tecnologia europea su larga scala, ed è l'unico canale nordamericano dell'inizio del XIX secolo a rimanere operativo lungo la sua linea originale con la maggior parte delle sue strutture intatte. |
|      | Falesie fossilifere di Joggins                           | Joggins | Naturale (1285; viii)           | 2008             | Le falesie fossilifere di Joggins, un sito paleontologico di 689 ettari lungo la costa della Nuova Scozia, sono state descritte come le "Galápagos dell'età del carbone" a causa della loro ricchezza di fossili del periodo Carbonifero (da 354 a 290 milioni di anni fa). Le rocce di questo sito costituiscono la registrazione più spessa e completa al mondo degli strati Pennsylvaniani (risalenti a 318-303 milioni di anni fa) con la più completa documentazione fossile conosciuta della vita terrestre di quel momento, inclusi i resti e le tracce di animali molto antichi e la foresta pluviale in cui vivevano, lasciati in situ, intatti e indisturbati. Con i suoi 14,7 km di scogliere marine, piattaforme rocciose e spiaggia, il sito raggruppa i resti di tre ecosistemi: baia dell'estuario, foresta pluviale alluvionale e pianura alluvionale boscosa soggetta a incendi con pozze d'acqua dolce. |
|      | Paesaggio di Grand-Pré                                   | Grand-Pré, Hortonville | Culturale (1404; v, vi)         | 2012             | Situate nel Minas Basin meridionale in Nuova Scozia, le paludi e i siti archeologici di Grand-Pré costituiscono un paesaggio culturale che testimonia lo sviluppo di terreni agricoli mediante dighe e il sistema di chiuse in legno aboiteau, iniziato dagli Acadiani nel XVII secolo e ulteriormente sviluppato e mantenuto dai Planters e dagli attuali abitanti. Esteso per oltre 1 300 ha, il paesaggio culturale comprende una vasta distesa di terreni agricoli, polder ed elementi archeologici delle città di Grand-Pré e Hortonville, costruite dagli Acadiani e dai loro successori. Il sito, caratterizzato da una delle maree più estreme del mondo, con una media di 11,6 m, è anche iscritto come memoriale dello stile di vita e della deportazione acadiana, iniziata nel 1755, nota come Grand Dérangement.                                                                                             |
|      | Stazione baleniera basca di Red Bay                      | Red Bay | Culturale (1412; iii, iv)       | 2013             | Red Bay, fondata dai marinai baschi nel XVI secolo sulla costa dello Stretto di Belle Isle, è un sito archeologico che fornisce la testimonianza più antica, completa e meglio conservata della tradizione europea della caccia alle balene. Gran Baya, come veniva chiamata da coloro che fondarono la stazione nel 1530, era utilizzata come base per la caccia costiera, la macellazione, la lavorazione del grasso di balena dirigendosi verso la produzione di olio e lo stoccaggio. È diventata una delle principali fonti di olio di balena che è stato spedito in Europa dove è stato utilizzato per l'illuminazione. Il sito, utilizzato nei mesi estivi, comprende resti di fornaci, botti, moli, alloggi temporanei e un cimitero, insieme a resti sottomarini di navi e depositi di ossa di balena. La stazione è stata utilizzata per circa 70 anni, prima che la popolazione locale di balene si esaurisse. |
|      | Mistaken Point                                           | Divisione No. 1, Subdivisione U | Naturale (1497; viii)           | 2016             | Questo sito fossilifero si trova all'estremità sud-orientale dell'isola di Terranova. Consiste in una stretta striscia di 17 km di aspre scogliere costiere di origine marina profonda, che risalgono al periodo Ediacarano (580-560 milioni di anni fa), rappresentando i più antichi assemblaggi conosciuti di grandi fossili. Questi fossili illustrano uno spartiacque nella storia della vita sulla terra: la comparsa di organismi grandi e biologicamente complessi, dopo quasi tre miliardi di anni di evoluzione micro-dominata. |
|      | Pimachiowin Aki                                          | Distretto di Kenora, Divisione No. 19 | Misto (1415; iii, vi, ix)       | 2018             | Pimachiowin Aki ("La terra che dà vita") è un paesaggio di fiumi, laghi, paludi e foreste boreali. Fa parte della casa ancestrale degli Anishinaabeg, un popolo indigeno che vive di pesca, caccia e raccolta. Il sito comprende le terre tradizionali di quattro comunità Anishinaabeg (Bloodvein River, Little Grand Rapids, Pauingassi e Poplar River). È un esempio eccezionale della tradizione culturale di Ji-ganawendamang Gidakiiminaan ("custodire la terra"), che consiste nell'onorare i doni del Creatore, rispettare tutte le forme di vita e mantenere relazioni armoniose con gli altri. Una complessa rete di siti di sostentamento, insediamenti, percorsi di viaggio e siti cerimoniali, spesso collegati da corsi d'acqua, testimonia questa tradizione antica e continua. |
|      | Writing-on-Stone/Áísínai’pi                              | Contea di Warner No. 5 | Culturale (1597; iii)           | 2019             | Il sito si trova all'estremità settentrionale delle semi-aride Grandi Pianure del Nord America, al confine con gli Stati Uniti. La valle del fiume Milk domina la topografia di questo paesaggio culturale, caratterizzato da una concentrazione di pilastri o hoodoos, colonne di roccia scolpite dall'erosione in forme spettacolari. La Confederazione dei Piedi Neri (Siksikáíítsitapi) ha lasciato incisioni e dipinti sulle pareti di arenaria della valle del fiume Milk, a testimonianza dei messaggi degli Esseri Sacri. I resti archeologici in situ datati coprono un periodo compreso tra circa 4 500 e 3 500 anni fa e il periodo del contatto. Questo paesaggio è considerato sacro per il popolo dei Piedi Neri e le loro tradizioni secolari si perpetuano attraverso cerimonie e nel costante rispetto per i luoghi.                                                                                     |
|      | Tr'ondëk-Klondike                                        | Yukon | Culturale (1564; iv)            | 2023             | Situato lungo il fiume Yukon nella regione subartica del Canada nordoccidentale, Tr'ondëk-Klondike si trova nella patria della Prima Nazione Tr'ondëk Hwëch'in. Contiene fonti archeologiche e storiche che riflettono l'adattamento delle popolazioni indigene ai cambiamenti senza precedenti causati dalla corsa all'oro del Klondike alla fine del XIX secolo. La serie illustra diversi aspetti della colonizzazione di quest'area, compresi i siti di scambio tra la popolazione indigena e i coloni, e i siti che dimostrano gli adattamenti dei Tr'ondëk Hwëch'in alla presenza coloniale. |
|      | Anticosti                                                | L'Île-d'Anticosti | Naturale (1686; viii)           | 2023             | Situato sull'isola di Anticosti, l'isola più grande del Québec, questo sito è la documentazione paleontologica più completa e meglio conservata della prima estinzione di massa della vita animale, avvenuta 447-437 milioni di anni fa. Contiene la documentazione fossile meglio conservata della vita marina che copre 10 milioni di anni di storia della Terra. L'abbondanza, la diversità e la perfetta conservazione dei fossili sono eccezionali e consentono un lavoro scientifico di livello mondiale. Migliaia di grandi superfici di deposito consentono l'osservazione e lo studio delle conchiglie e talvolta degli animali dal corpo molle che vivevano sui fondali poco profondi di un antico mare tropicale. |

## Siti candidati
| Foto | Sito | Luogo                                            | Tipo                                 | Anno       | Descrizione |
| ---- | --- | ------------------------------------------------ | ------------------------------------ | ---------- | --- |
|      | Gwaii Haanas                                                                                             | Haida Gwaii                                      | Misto (1938; iii, v, vi, vii, ix, x) | 01/10/2004 | La Riserva del parco nazionale Gwaii Haanas e Sito del patrimonio Haida copre circa il 15% delle Isole Regina Carlotta, un arcipelago tra lo Stretto di Hecate e l'Oceano Pacifico. La riserva del parco comprende il sito di SGaang Gwaii, patrimonio mondiale iscritto nel 1981. Altri due notevoli ex villaggi Haida, Tanu e Skedans, si trovano all'interno della riserva del parco. Inoltre, più di 600 reperti archeologici nella riserva del parco testimoniano l'occupazione e le attività degli Haida nella regione. Le caratteristiche naturali di Gwaii Haanas vanno dalle montagne San Christoval altamente sezionate, che costituiscono la spina dorsale dell'area, ai fiordi, 40 laghi d'acqua dolce, foreste pluviali temperate secolari e una ricca diversità e abbondanza di fauna selvatica. |
|      | Ivvavik/Vuntut/Isola Herschel (Qikiqtaruk)                                                               | Yukon                                            | Misto (1939; iv, v, vii, viii, x)    | 01/10/2004 | Insieme, il Parco nazionale di Ivvavik, il Parco nazionale di Vuntut e il Parco territoriale dell'isola di Herschel (Qikiqtaruk) comprendono 15 500 km² di natura selvaggia sulla pianura costiera dello Yukon, i monti Richardson, una parte delle zone umide delle Distese dell'Old Crow e un'isola artica nel Mare di Beaufort. Insieme, questi parchi costituiscono una terra ricca di fauna selvatica, varietà di paesaggi e vegetazione. Quest'area non era ghiacciata e fa parte del corridoio della Beringia, come evidenziato dalla ricca concentrazione di depositi archeologici e paleontologici. |
|      | Quttinirpaaq                                                                                             | Isola di Ellesmere                               | Misto (1943; iii, vii, viii, x)      | 01/10/2004 | Il parco, affacciato sull'Oceano Artico, è costituito da montagne sedimentarie, calotte glaciali, ghiacciai, piattaforme di ghiaccio e fiordi e culmina con il Monte Barbeau (un nunatak, 2616 m), la montagna più alta del Nord America orientale. Gran parte del parco, compreso l'Hazen Plateau, è un deserto polare che riceve meno di 2,5 cm di precipitazioni annuali. Sono presenti alcune aree di praterie di carici altamente produttive, che supportano una vasta gamma di fauna selvatica artica tra cui il bue muschiato, la lepre artica, i lupi e il caribù di Peary in via di estinzione. Il lago Hazen è uno dei più grandi laghi d'acqua dolce della regione circumpolare e ha suscitato grande interesse scientifico come oasi termale in un deserto polare. Il parco ha una delle più alte concentrazioni di siti di pre-contatto rilevati nell'alto Artico, compresi i siti associati ai primi abitanti umani documentati di questa remota regione. |
|      | Area marina protetta delle barriere di spugne vitree dello Stretto di Hecate e del Queen Charlotte Sound | Columbia Britannica                              | Naturale (6338; viii, ix, x)         | 13/04/2018 | Le quattro barriere di spugne vitree ritrovate nello stretto di Hecate e nel Queen Charlotte Sound sono un ecosistema di eccezionale valore universale geologico, paleontologico e biologico. Una rara combinazione di condizioni geologiche e oceanografiche, tra cui l'erosione delle montagne costiere ricche di silice e le profonde depressioni glaciali nel fondale marino, ha permesso alle barriere coralline di riemergere dopo l'ultima glaciazione. Essendo le più grandi barriere di spugne vitree viventi conosciute, quelle dello stretto di Hecate e del Queen Charlotte Sound offrono agli scienziati una finestra unica sugli ecosistemi preistorici e sui processi biologici e fisici. |
|      | Qajartalik                                                                                               | Isola di Qikertaaluk                             | Culturale (6339; iii)                | 13/04/2018 | Qajartalik è il sito di arte rupestre più settentrionale nell'est del continente. Unico nel suo genere, con più di 180 volti di varie dimensioni e talvolta ibridi, i suoi petroglifi incisi su pietra ollare rappresentano una manifestazione unica e su larga scala dell'espressione visiva legata all'universo spirituale del popolo Dorset, che viveva lungo le coste del Nunavik tra 2200 e 1000 anni fa e scomparve prima dell'arrivo, circa 800 anni fa, degli antenati degli attuali Inuit. Un raro rifugio roccioso domina queste rupi di pietra ollare decorata che sono state sfruttate sia dai Dorset che dagli Inuit che vi hanno estratto la materia prima essenziale per la fabbricazione di lampade a olio e pentole. |
|      | Parco nazionale Sirmilik e la proposta area di conservazione marina nazionale di Tallurutiup Imanga      | Regione di Qikiqtaaluk                           | Misto (6340; v, ix)                  | 13/04/2018 | Il Parco nazionale Sirmilik e l'area di conservazione marina nazionale (proposta) dello stretto di Lancaster costituiscono una rappresentazione eccezionale dell'ecosistema costiero artico. Il sito illustra l'eccezionale patrimonio culturale dei popoli paleo-eschimesi, Thule, Inuit ed europei negli ultimi tremila anni ed esibisce una cultura vivente che è parte integrante dell'ambiente marino circostante. È un vasto paesaggio terrestre, marino e glaciale di ghiacciai, zone umide, ambienti costieri, marini e d'acqua dolce. Il ghiaccio è la caratteristica predominante, fornendo connettività ecologica e culturale in tutta la regione. |
|      | Stein Valley                                                                                             | Distretto regionale di Thompson-Nicola           | Culturale (6341; iii, vi)            | 13/04/2018 | La Stein Valley è centrale nello stile di vita dei Nlaka'pamux. Questo spettacolare paesaggio spazia da aperte pinete a verdeggianti prati subalpini e cime ricoperte di ghiaccio. Nella valle inferiore, lo Stein precipita attraverso un impressionante canyon fiancheggiato da falesie. Il ricco ambiente di questa valle ha sostenuto e nutrito i Nlaka'pamux per millenni, fornendo loro cibi, medicine e materiali tradizionali. La Stein Valley incarna gli aspetti sacri della vita dei Nlaka'pamux: un luogo dove essi si recano per acquisire conoscenza e potere spirituale. La prova tangibile di questa natura sacra risiede nei numerosi pittogrammi ben conservati trovati su rupi e massi lungo l'antico sentiero, che rivelano luoghi sacri dove i poteri spirituali vengono acquisiti attraverso visioni e rituali. |
|      | Wanuskewin                                                                                               | Municipalità rurale di Corman Park No. 344       | Culturale (6342; iii)                | 13/04/2018 | Situato lungo l'Opimihaw Creek, un affluente del fiume South Saskatchewan, Wanuskewin presenta una topografia insolita per le Grandi Pianure del Nord America. Una valle profonda e ampia attraversa la prateria altrimenti piatta, offrendo terrazze riparate e depressioni accanto a una fonte di acqua dolce. All'interno di questa area ristretta ci sono diciannove siti archeologici precedenti al contatto con gli europei che offrono una registrazione completa dello sviluppo culturale nelle pianure settentrionali nell'arco di sei millenni. |
|      | Banchi di ghiaccio dello Yukon                                                                           | Yukon                                            | Culturale (6343; iii, v)             | 13/04/2018 | I banchi di ghiaccio dello Yukon costituiscono un gruppo di siti archeologici di importanza internazionale, situati nel territorio tradizionale della Prima nazione di Carcross/Tagish. Nel corso dei millenni, i caribù dei boschi si sono riuniti sulla neve e sul ghiaccio durante i mesi estivi, rendendoli aree di risorse vitali per i cacciatori indigeni. Le armi da caccia che hanno mancato il segno sono state incorporate nella neve e nel ghiaccio; fragili oggetti organici, raramente visti nei siti archeologici, vengono recuperati ogni anno da piccoli gruppi di archeologi e ricercatori delle Prime Nazioni. Scoperti per la prima volta nel 1997 a causa del riscaldamento globale, i banchi di ghiaccio dello Yukon hanno rivelato collezioni senza precedenti di strumenti di caccia antichi e straordinariamente ben conservati. |
|      | Insieme del cavo transatlantico                                                                          | Heart's Content (altri due siti sono in Irlanda) | Culturale (6631; ii, iv)             | 20/12/2022 | Il sito seriale transnazionale comprende i terminali costieri del primo cavo telegrafico elettrico transoceanico permanente al mondo: il capo orientale, Valentia Island, in Irlanda (due parti componenti) e il capo occidentale, Heart's Content, in Terranova, Canada (due componenti). Queste due stazioni del cavo sono assai ben conservate insieme alle caratteristiche associate in entrambi i siti. A Valentia la stazione architettonicamente completa non contiene le sue apparecchiature originali, mentre a Heart's Content c'è un set completo in situ. |